# Gespanna
Bematha là một chi bướm đêm thuộc họ Noctuidae.